# Ulica Władysława Broniewskiego w Stargardzie
Ulica Władysława Broniewskiego – najdłuższa ulica w Stargardzie, mierzy 4,5 km, prowadzi od ul. Warszawskiej w kierunku południowym. Łączy centrum miasta os. Pyrzyckie i Kluczewem.
Przy ul. Broniewskiego, w pobliżu os. Pyrzyckiego znajduje się obecnie nie używany przystanek kolejowy Stargard Osiedle. Ponadto przy ulicy znajdują się dwie lecznice dla zwierząt, cukrownia Kluczewo, oddział Banku Rozwoju Cukrownictwa, Zachodniopomorski Zakład Napraw Infrastruktury oraz ujęcie wody pitnej Stargard-Południe.
W całości swojego przebiegu jest elementem drogi wojewódzkiej 106. 2,6 km od początku ulicy znajduje się węzeł drogi ekspresowej S10 Stargard Centrum.